# Alison Louise Kennedy
A. L. Kennedy, pseudonimo di Alison Louise Kennedy (Dundee, 22 ottobre 1965), è una scrittrice britannica di romanzi e racconti, conosciuta per lo stile dark, tra realismo e fantasy.

## Biografia
Nata a Dundee nel 1965, ha compiuto gli studi all'Università di Warwick.
Nota appassionata di jodel, canto tipico della parte tedescofona delle Alpi, vive a Glasgow in Scozia e occasionalmente scrive articoli per vari giornali britannici, come opinionista, sulla Letteratura e appare anche ogni tanto sulla BBC (la principale emittente televisiva del Regno Unito). Selezionata nel 1993 dalla rivista Granta tra i "20 migliori giovani narratori britannici", da anni partecipa con rappresentazioni di commedie particolarmente apprezzate all'Edinburgh Fringe (Edinburgh Festival Fringe). 
Premiata nel 1991 con il John Llewellyn Rhys Prize per Geometria notturna e nel 1996 con l'Encore Award per So I am Glad, nel 2007 ha vinto il Lannan Literary Awards (Premio Lannan [per la] Letteratura) assieme alla scrittrice statunitense Susan Straight e ha ottenuto una laurea honoris causa all'Università di Glasgow. Il suo romanzo Day (Giorno) è stato nominato Costa Book of the Year, dopo aver ricevuto il prestigioso Premio Costa per il romanzo (Costa Book Awards). Ha anche vinto il Premio di Stato austriaco per la letteratura europea (Österreichischem Staatpreis für Europäische literatur), sempre nel 2007.

## Opere

### Romanzi
- Looking for the Possible Dance (1993)
- So I Am Glad (1995)
- Stati di grazia (Original Bliss, 1997), Roma, Minimum Fax, 2006 traduzione di Federica Aceto ISBN 978-88-7521-110-3.
- Everything You Need (1999)
- Paradise (2004)
- Day (2007), Roma, Minimum Fax, 2008 traduzione di Federica Aceto ISBN 978-88-7521-185-1.
- Il libro blu (The Blue Book, 2011), Milano, Bompiani, 2015 traduzione di Andrea Silvestri ISBN 978-88-452-7629-3.
- Doctor Who: The Drosten's Curse (2015)
- Serious Sweet (2016)
- Il piccolo serpente (The Little Snake, 2018), Roma, Edizioni E/O, 2019 traduzione di Silvia Montis ISBN 978-88-335-7117-1.

### Raccolte di racconti
- Geometria notturna (Night Geometry and the Garscadden Trains, 1990), Roma, Minimum Fax, 2009 traduzione di Federica Aceto ISBN 978-88-7521-227-8.
- Now That You're Back (1994)
- Tea and Biscuits (1996)
- Gesti indelebili (Indelible Acts, 2002), Roma, Minimum Fax, 2006 traduzione di Federica Aceto ISBN 88-7521-079-9.
- What Becomes (2009)
- All the Rage (2014)
- We Are Attempting to Survive Our Time (2020)

### Serie Uncle Shawn
- Billy Zampacorta e la rocambolesca fuga dalla fattoria degli orrori (Uncle Shawn and Bill and the Almost Entirely Unplanned Adventure, 2017), Milano, Terre di Mezzo, 2019 traduzione di Sara Ragusa ISBN 978-88-6189-573-7.
- Uncle Shawn and Bill and the Pajimminy Crimminy Unusual Adventure (2018)
- Uncle Shawn and Bill and the Not One Tiny Bit Lovey-Dovey Moon Adventure (2019)
- Uncle Shawn and Bill and the Great Big Purple Underwater Underpants Adventure (2020)

### Saggi
- Life & Death of Colonel Blimp (1997)
- On Bullfighting (1999)
- On Writing (2013)
- Care of the Luwak (2010)

### Sceneggiature
- Stella Does Tricks, regia di Coky Giedroyc (1996)
- Dice con John Burnside serie TV (2001)